# 内藤徹男
内藤 徹男（ないとう てつお、1935年 - ）は、兵庫県出身の日本の建築家。日本設計会長を務めた。

## 経歴
1960年、大阪市立大学大学院修士課程修了。山下寿郎設計事務所（現・山下設計）から、日本設計の設立に参加。
代表取締役社長を経て、現職。
代表作として、京王プラザホテル、徳島県庁舎、関西学院大学キャンパス再整備、小金井カントリー倶楽部、品川インターシティーなどがある。
日本建築学会賞業績部門受賞。